# Železniční kolonie (Novi Sad)
Železniční kolonie (srbsky Железничка колонија) je název pro lokalitu, resp. dnes místní část (srbsky месна заједница) v srbském městě Novi Sad, v autonomní oblasti Vojvodina. Lokalita vznikla z původní kolonie určené pro zaměstnance drah v blízkosti bývalého nákladového nádraží. Rozvinula se poblíž třídy Bulevar Evrope. Dnes se zde nachází ulice s tímto názvem.

## Historie
V oblasti dnešní železniční kolonie se nacházela pole a procházela tudy původně železniční trať z Bělehradu do Subotici. Nákladové nádraží bylo schváleno k výstavbě v roce 1915 a dohoda s místním magistrátem byla podepsána v roce 1918. Realizaci nezastavil ani rozpad Rakousko-Uherska. Vyrostly zde řady domů pro pracovníky železnic. Jednalo se o objekty přízemní i jednopatrové.
V 21. století je celý areál do velké míry zchátralý a předpokládá se kompletní demolice celé kolonie.